# Onze Minutes
Onze Minutes est un roman de Paulo Coelho qui conte l'histoire d'une jeune fille brésilienne (Maria) qui se retrouve entraînée dans une vie de prostitution dans un pays qui lui est inconnu.
Selon l'auteur, le titre du livre évoque le temps réel d'une relation sexuelle sans fond.

## Résumé
Toute jeune Brésilienne, Maria n'aspire qu'à l'Aventure, au grand Amour. Au cours d'une semaine de vacances à Rio de Janeiro, elle fait la connaissance d'un Suisse qui lui propose de devenir danseuse de cabaret à Genève. Elle croit voir là le commencement d'une nouvelle vie, le début d'un conte de fée. La réalité est bien différente : Maria en vient à se prostituer, en apprenant à bien séparer l'âme du corps et en s'interdisant de tomber amoureuse. Mais le sexe, comme l'amour, reste pour elle une énigme.
Le roman contient quelques scènes osées, mais c'est loin d'être un roman érotique.

## Personnages
Maria : jeune brésilienne qui se prostitue pour subvenir à ses besoins et réaliser son rêve à Genève.
Ralf Hart : peintre de renommée qui rencontre Maria dans un café. Il est jeune et a déjà tout réussi, ce qui le blase un peu. Il a perdu le goût pour le sexe et demande à Maria de l'aider à retrouver ce plaisir.
Milan :  propriétaire du bar où travaille Maria, le Copacabana.
Roger: proxénète qui emmène Maria du Brésil à Genève 